# Provadiya (obchtina)
L'Obchtina Provadiya (bulgare : Община Провадия) est une commune dans le sud-est de la Bulgarie.

## Géographie physique
La commune de Provadiya est située dans le nord-est de la Bulgarie, à 403 km à l'est-nord-est de la capitale Sofia, et à 45 km à l'ouest de la grande ville de la région, Varna.

## Géographie humaine
| 1926 | 1934 | 1946 | 1956 | 1965 | 1975 | 1985 | 1992 | 2001 |
| ---- | ---- | ---- | ---- | ---- | ---- | ---- | ---- | ---- |
| -    | -    | -    | -    | -    | -    | -    | -    | -    |

| 2011   | 2021   | 2022   | - | - | - | - | - | - |
| ------ | ------ | ------ | - | - | - | - | - | - |
| 22 603 | 20 461 | 17 837 | - | - | - | - | - | - |

## Histoire
Sur son territoire se trouve le site archéologique de Solnitsata qui est la plus ancienne ville en Europe, datant du néolithique.

## Administration

### Structure administrative
La municipalité de Provadiya comprend 25 localités (1 ville et 24 villages).
Le chef-lieu de la commune de Provadiya est la ville de Provadia.

### Maires
| Période                                  | Période  | Identité   | Étiquette | Qualité |
| ---------------------------------------- | -------- | ---------- | --------- | ------- |
| Les données manquantes sont à compléter. |          |            |           |         |
| 2023                                     | En cours | Dimo Dimov | GERB      |         |

## Galerie

Carte géographique de la commune de Provadiya